# والتر ووكر
والتر ووكر (بالإنجليزية: Walter Walker)‏ هو ممثل أمريكي، ولد في 13 مارس 1864 بنيويورك في الولايات المتحدة، وتوفي في 4 ديسمبر 1947 بهونولولو في الولايات المتحدة.

## أعمال

### أفلام
- (1931) الستة السريون
- (1934) محاكاة الحياة
- (1935) خطر
- (1938) راع البقر والسيدة
- (1938) لا يمكنك أن تأخذها معك

## وصلات خارجية
- والتر ووكر على موقع IMDb (الإنجليزية)
- والتر ووكر على موقع ألو سيني (الفرنسية)
- والتر ووكر على موقع تيرنر كلاسيك موفيز (الإنجليزية)
- والتر ووكر على موقع أول موفي (الإنجليزية)
- والتر ووكر على موقع قاعدة بيانات برودواي على الإنترنت (الإنجليزية)
- والتر ووكر على موقع قاعدة بيانات الأفلام السويدية (السويدية)
- والتر ووكر على موقع قاعدة بيانات الفيلم (الإنجليزية)
- والتر ووكر على موقع كينوبويسك (الروسية)